# Бейшеналиев, Шукурбек
Шукурбек Бейшеналиев (25 октября 1928, Джаны-Талап, Киргизская АССР — 2000, Бишкек) — советский киргизский писатель.  Народный писатель Республики Кыргызстан (1993). Заслуженный деятель искусств Киргизской ССР (1974). Работал корреспондентом, учителем, директором школы, главным редактором, затем занимал различные посты. Написал множество произведений, некоторые из которых активно переводились на разные языки, в том числе экзотические (гуджарати и т. п.). Член КПСС (с 1950) и Союза писателей СССР (с 1951). Депутат Верховного Совета Киргизской ССР X созыва.

## Биография
Шукурбек Бейшеналиев родился в 1928 году в селе Куртка (ныне — Джаны-Талап) в Ак-Талинском районе Нарынской области в семье крестьянина. В 1935 году он стал учеником неполной средней школы имени Тоголока Молдо, после которой в 1943 году прошёл пятимесячные педагогические курсы и стал работать учителем, затем директором родного района. Спустя три года он экстерном закончил Нарынское педагогическое училище, после которого поступил на филологический факультет Киргизского государственного университета. Получив высшее образование в 1952 году, Шукурбеков начал вести научную деятельность и приобщаться к литературному процессу республики: с 1952 года он стал научным сотрудником Института языка, литературы и истории Киргизского филиала Академии наук СССР, спустя два года стал занимать должность главного редактора журнала «Жаш ленинчи». С 1955 года Шукурбеков был секретарём ЦК ЛКСМ Киргизии, после чего снова вернулся к литературной работе — с 1956 на протяжении четырёх лет он был редактором газеты «Ленинчил жаш».
В 1959 году на III Съезде Союза писателей Киргизии Шукурбеков был избран секретарём Правления СП Киргизии. С 1962 по 1964 был слушателем Высших литературных курсов Союза писателей СССР, затем с 1968 по 1986 год был заместителем, затем председателем Президиума киргизского общества дружбы и культурных связей с зарубежными республиками».

## Награды и премии
- Международный почётный диплом им. Г. X. Андерсена за книгу «Рогатый ягненок» (1976)
- Государственной премии Киргизской ССР им. Токтогула Сатылганова (1982, за неё же)
- Орден «Манас» III степени (1999)[2]
- Орден Дружбы народов
- Медаль «За трудовое отличие»
- Медаль «За доблестный труд в Великой Отечественной войне 1941—1945 гг.»
- Медаль «В ознаменование 100-летия со дня рождения Владимира Ильича Ленина»
- Юбилейная медаль «Сорок лет Победы в Великой Отечественной войне 1941—1945 гг.»
- Народный писатель Республики Кыргызстан (1993)[3]
- Заслуженный деятель искусств Киргизской ССР (1974)
- Почётная грамота Верховного Совета Киргизской ССР
- Почётная грамота Президиума Верховного Совета УССР

## Избранные произведения
- «Аманат» (повесть) (на основе сюжета в 1978 году на студии «Киргизфильм» был снят художественный фильм «Как пишется слово Солнце»)
- «Стальное перо» (роман о жизни поэта Тоголока Молдо, в неполной средней школе имени которого Бейшалиев учился, с которым общался и на могиле которого в 1942 году давал клятву пойти по его стопам)
- «Голос наследников»
- «Сын Сарбая» (дилогия)
- «Испытание славой»

Также Шукурбек Бейшеналиев создал миф о Кычане Джакыпове, киргизском Павлике Морозове: написал о нём книгу «Кычан».